# Karl Tuttas
Karl Tuttas (* 24. Oktober 1903 in Horst-Emscher; † 18. Oktober 1978 in Fulda) war ein deutscher KPD-Funktionär und Widerstandskämpfer gegen das NS-Regime.

## Leben
Tutas, Sohn einer Arbeiterfamilie, war selbst Landarbeiter und arbeitete von Anfang 1920 bis April 1931 als Bergmann auf verschiedenen Zechen in Deutschland. 1921 trat er der Kommunistischen Jugend Deutschlands (KJD) und Kommunistischen Partei Deutschlands (KPD) bei. 1931 wurde er Stadtteilleiter in Gelsenkirchen. Er hielt als Angehöriger des AM-Apparates der KPD auch Verbindung zu dem von Hans Ebeling geleiteten Jungnationalen Bund. 1933/34 war er unter dem Decknamen Alber Kursant an der Militärpolitischen Schule der Komintern in Moskau. Im August 1934 kehrte Tuttas nach Deutschland zurück. Er unterstützte die illegale Arbeit unter Heinrich Wiatrek als Leiter des Abwehrapparates (Deckname Ludwig) im Bezirk Niederrhein.
Am 27. Mai 1935 wurde er in Düsseldorf festgenommen. Tuttas unternahm nach schweren Misshandlungen im Polizeigefängnis einen Selbstmordversuch. Er stürzte sich über das Treppengeländer hinab und erlitt dabei schwere Kopfverletzungen sowie einen Unterschenkelbeinbruch. Am 7. September 1936 wurde er vom Volksgerichtshof im Verfahren mit Hans Israel und anderen zu zehn Jahren Zuchthaus verurteilt und bis 1945 in den Zuchthäusern Lüttringhausen, Wolfenbüttel, Celle und Hameln festgehalten.
Im Juni 1945 kehrte er nach Gelsenkirchen zurück, später war er in Herne Mitglied und war dort als Funktionär für die KPD tätig. 1969 trat er der Deutschen Kommunistischen Partei bei. Er lebte in Frankfurt am Main und später mit seiner Frau Rosa in Gersfeld.

## Publikation
- Einer von jenen. Erinnerungen. Mitteldeutscher Verlag, Halle-Leipzig 1980.